# Perochirus scutellatus
Perochirus scutellatus — вид геконоподібних ящірок родини геконових (Gekkonidae). Ендемік Федеративних Штатів Мікронезії.

## Поширення і екологія
Perochirus scutellatus є ендеміками сходу атолу Капінгамарангі, де зустрічаються на 18 острівцях з 31. Вони живуть в кокосових гаях і заростях хлібних дерев. Ведуть денний, деревний спосіб життя, часто спостерігаються на стовбурах Guettarda. Відкладають яйця. Є дуже поширеними в межах свого ареалу.